# Chili (pigenavn)
 For alternative betydninger, se Chili (flertydig). (Se også artikler, som begynder med Chili)
Chili og Chilli er et dansk pigenavn.

## Kendte kvinder med navnet Chili
- Chili Turèll, dansk skuespiller